# Maison le Bateau ivre
Pour les articles homonymes, voir Bateau ivre.
Le Bateau ivre est une maison construite en 1956 à Saint-Marcellin (Isère), labellisée « Patrimoine du XXe siècle » de l'Isère en 2003, inscrite au titre des monuments historiques en 2007 et contenant des objets répertoriés dans la base Palissy. Elle a été rachetée par la ville de Saint-Marcellin en juin 2021 pour devenir un lieu culturel et artistique.

## Historique
Alfred (dit Fred) Gelas, natif de Saint-Marcellin, poursuit ses études à Lyon, où son intérêt pour la musique et le chant le conduit à faire partie de la chorale des scouts dirigée par César Geoffray, fondateur du mouvement À Cœur Joie. À l'occasion d'un rassemblement du mouvement, Fred Gelas et son épouse font la connaissance du peintre et sculpteur André Borderie et de ses principes architecturaux, et lui demandent sa contribution à la réalisation d'une maison qu'ils projettent de bâtir à Saint-Marcellin. Celui-ci leur présente ses associés Pierre Székely, sculpteur et peintre, et Vera Székely, peintre, céramiste et sculptrice, couple hongrois installé en France, et tous les trois acceptent la proposition des Gelas. A cette époque, ce trio d'artistes signent l'ensemble de leurs oeuvres d'une même signature : SZB. Le gros œuvre de la maison, dénommée « Le Bateau ivre », est achevé en juin 1956. De 1953 à 1956, le collectif SZB a signé de nombreuses oeuvres de la maison : un canapé violet, un chandelier en forme d'anémone notamment. Monique Gelas dénomme la maison "Le Bateau ivre" d'après un poème d'Arthur Rimbaud.
Deux fresques en céramique conçues par Vera Székely et André Borderie ornent l'intérieur de la maison : une immense fresque dans le séjour, une crédence dans la cuisine disparue depuis 2009. Ces deux oeuvres sont des pièces majeures qui donnent un grand intérêt artistique à la maison.  
En 1956, la réalisatrice Agnès Varda réalisa pour le compte du couple Gelas une série de clichés de la maison. Varda était proche du collectif SZB depuis sa participation à la restauration de l'église Saint-Nicolas de fossé aux cotés des artistes en 1954. 

## Description
Pour l'extérieur, une forme simple, de plain-pied, avec pénétration de l'allée d'accès en lauzes dans l'entrée pour assurer une continuité avec le jardin, a été retenue, le tout étant couvert d'un toit plat débordant, en légère pente, réalisé selon la technique des bacs Prouvé en aluminium, posé sur les murs,,.
Pour les volumes intérieurs, Pierre Székely a voulu s'inspirer de la structure d'une coquille d'escargot, dont il a reconnu les limites architecturales, tout en conservant des murs arrondis dans certaines pièces,. 
Les matériaux de la maison doivent tous s'inspirer des éléments naturels pour dialoguer avec l'extérieur de la maison : du parquet dans les chambres, des dalles en pierre massives dans le vestibule, des puits de lumière au toit qui permettent de faire entrer de la lumière naturelle dans l'intérieur des pièces.  
Marcel Gascoin a été l'architecte d'intérieur de la maison.

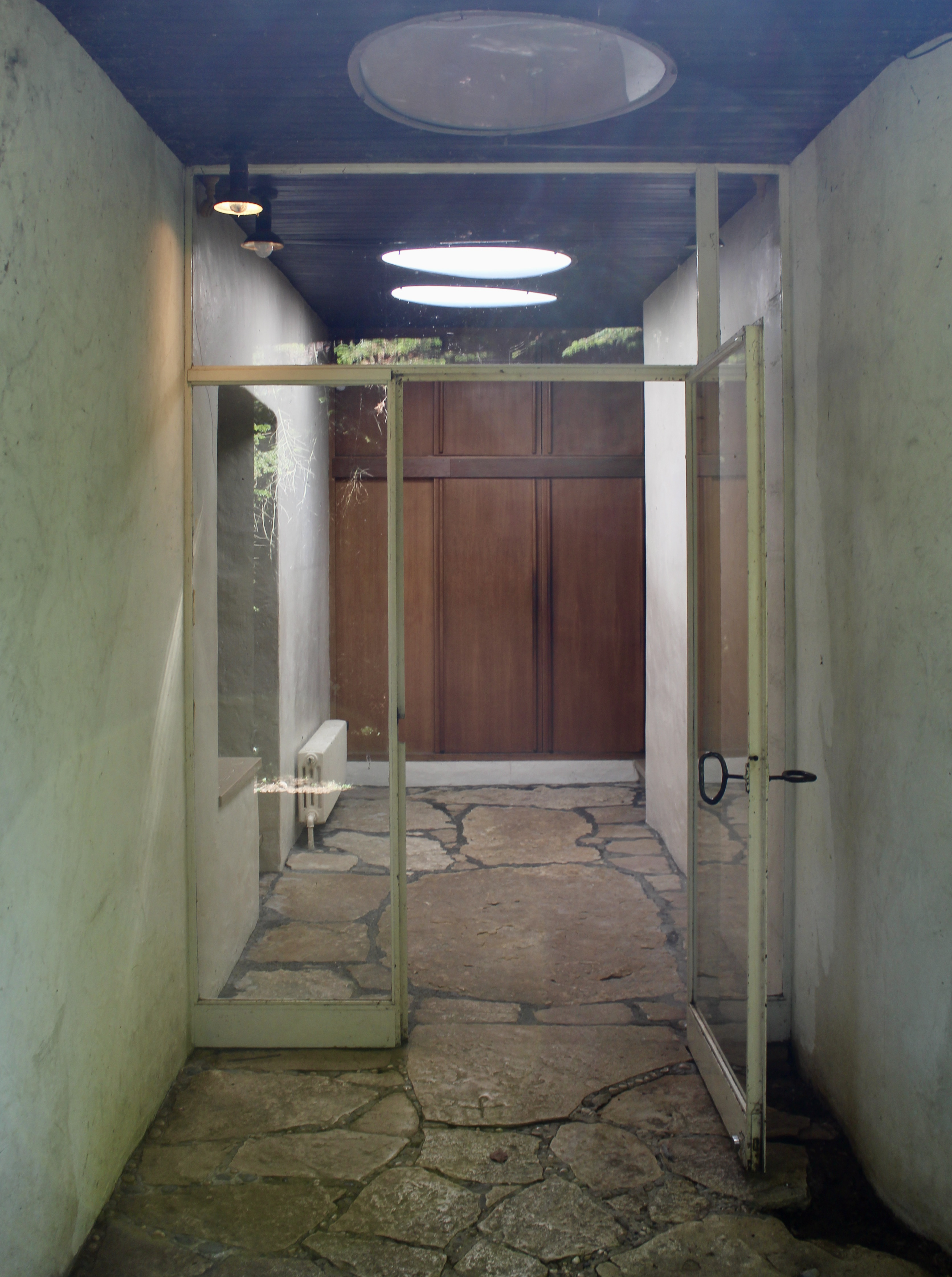
Vestibule du Bateau ivre

De par sa conception, le Bateau ivre est considéré comme précurseur du courant bio-design.

## Distinctions
- Labellisation « Patrimoine du XXe siècle » de l'Isère (10 mars 2003)[4]
- Inscription au titre des monuments historiques (MH) de la maison (intérieur comprenant un mur orné d'une céramique de Vera Székely, et extérieur), de son garage et de son jardin (14 septembre 2007). Simultanément, quinze objets sont répertoriés dans la base Palissy des MH : six peintures (André Borderie, André Cottavoz), cinq dessins (André Borderie, André Cottavoz, Pierre Székely), un bronze d'art (Pierre Székely), une tapisserie (Vera Székely), une verrerie (Vera Székely), un livre relié (livre d'or de la maison)[1],[5]

## Situation et devenir
La maison se trouve à la sortie nord de la ville, en direction de Saint-Vérand, 22 avenue de la Saulaie. Elle est depuis 2021 propriété de la commune sous l'impulsion du maire Raphaël Mocellin,. Le Bateau ivre doit en effet devenir un lieu public avec différents projets : devenir un lieu d'exposition et d'archives consacré au design des années 1950 ; un lieu d'accueil d'artistes et d'étudiants dans le monde de l'art et du design ; un lieu d'éducation culturel pour les écoles de l'Isère ; un lieu d'échange avec des artistes. 
En 2022, la commune lance un appel à candidatures pour une thèse CIFRE, afin de déterminer la stratégie de mise en valeur du site.
En juin 2023, une exposition s'y tient avec les artistes Fernand Greco et Renaud Lefebvre-Ganne. Cette manifestation, dénommée "Les week-ends du Bateau ivre", accueille plus de 2.000 visiteurs.

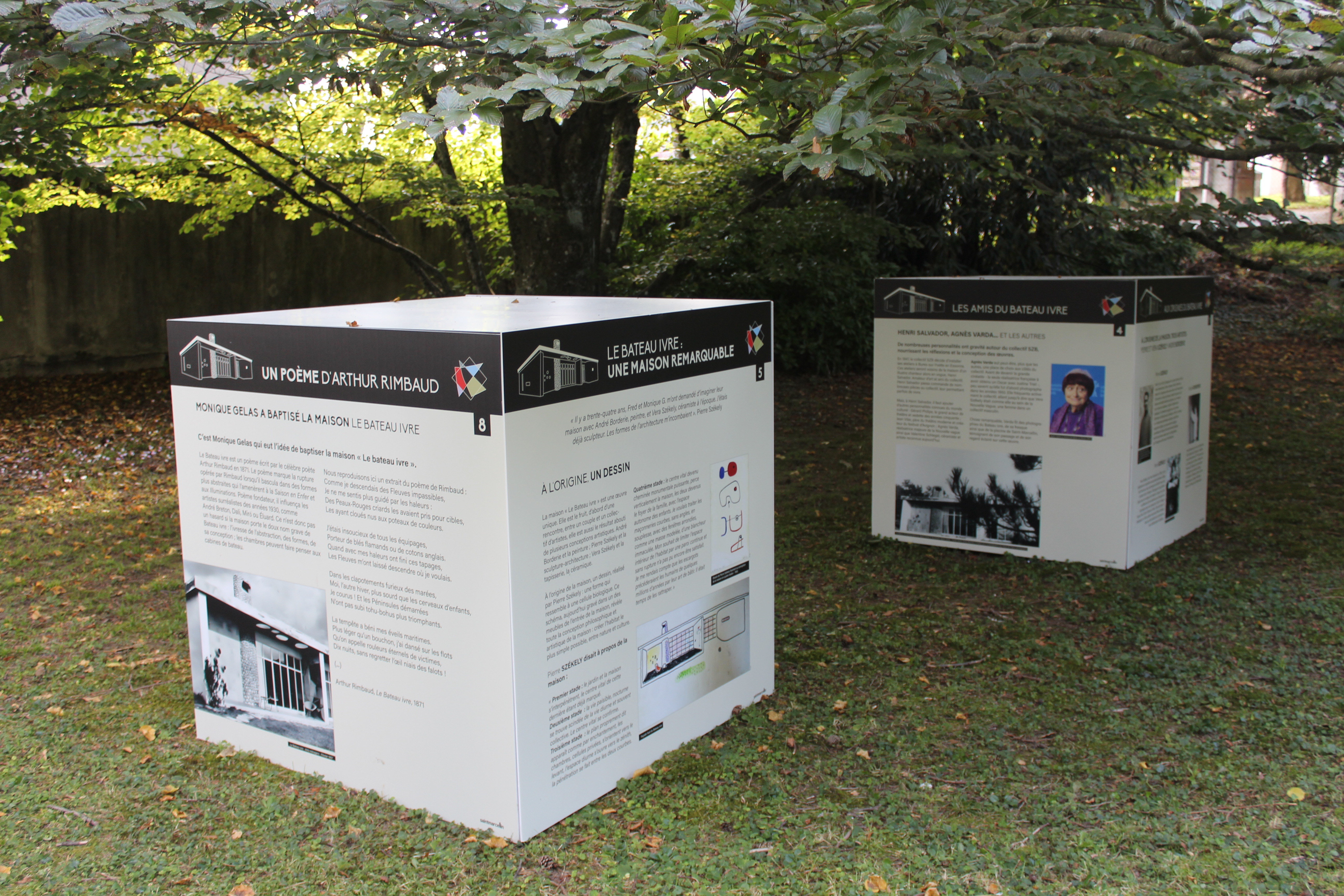
Cubes de l'exposition "L'histoire du Bateau ivre"

En juin 2024, un collectif, "Les Amis du Bateau ivre", dirigé par Benjamin Armand conseiller délégué à la culture, voit le jour. Il donne lieu à un projet culturel voté à l'unanimité par le conseil municipal en décembre 2024. Il consiste à préserver et à défendre le patrimoine remarquable de la maison, et permet à la municipalité, en co-organisation avec la Fondation du patrimoine, de lancer le 25 mars 2025 une cagnotte destinée à promouvoir la restauration du toit de la maison, en vue d'une ouverture au grand public dans les années à venir. Le collectif crée également une exposition itinérante sur des cubes qui retracent l'histoire de la maison.